# Janet Barrowman
Janet Barrowman fou una sufragista escocesa.

## Sufragista
Nasqué a Glasgow. Son pare era un comerciant de Lima. Entrà en la Unió Social i Política de les Dones.
El 1912, feu campanya pel sufragi femení al costat de Helen Crawfurd, Annie Swan i altres, i trencaren una finestra valorada en 4 xílings. Fou arrestada i sentenciada a dos mesos de treballs forçats a la presó de Holloway. En tragué de sotamà poesia escrita per les sufragistes presoneres a Holloway, que es publicà per la seu de Glasgow de la WSPU com Holloway Jingles el 1912. Va perdre el treball de secretària després de ser arrestada i no va participar en cap altre acte. Va obtenir un altre treball.

## Llegat
La seua còpia del Holloway Jingles, publicat per la branca de Glasgow de la Unió Social i Política de les Dones, el regalà el 1947 a la doctora Charity Taylor, governadora de la Prison Holloway, i fou subhastat per Pickering i Chatto el 2018.
Va donar la seua col·lecció de records als museus de Glasgow al 1955.